# Šeborov
Šeborov (dříve Šiborov, německy Scheborow) je malá vesnice, část obce Uhřínov v okrese Žďár nad Sázavou. Nachází se 1 km na sever od Uhřínova a 6 km západně od města Velké Meziříčí. V roce 2009 zde bylo evidováno 17 adres. Ve vesnici žije 32 obyvatel.
Šeborov je také název katastrálního území o rozloze 1,7 km2.

## Další fotografie

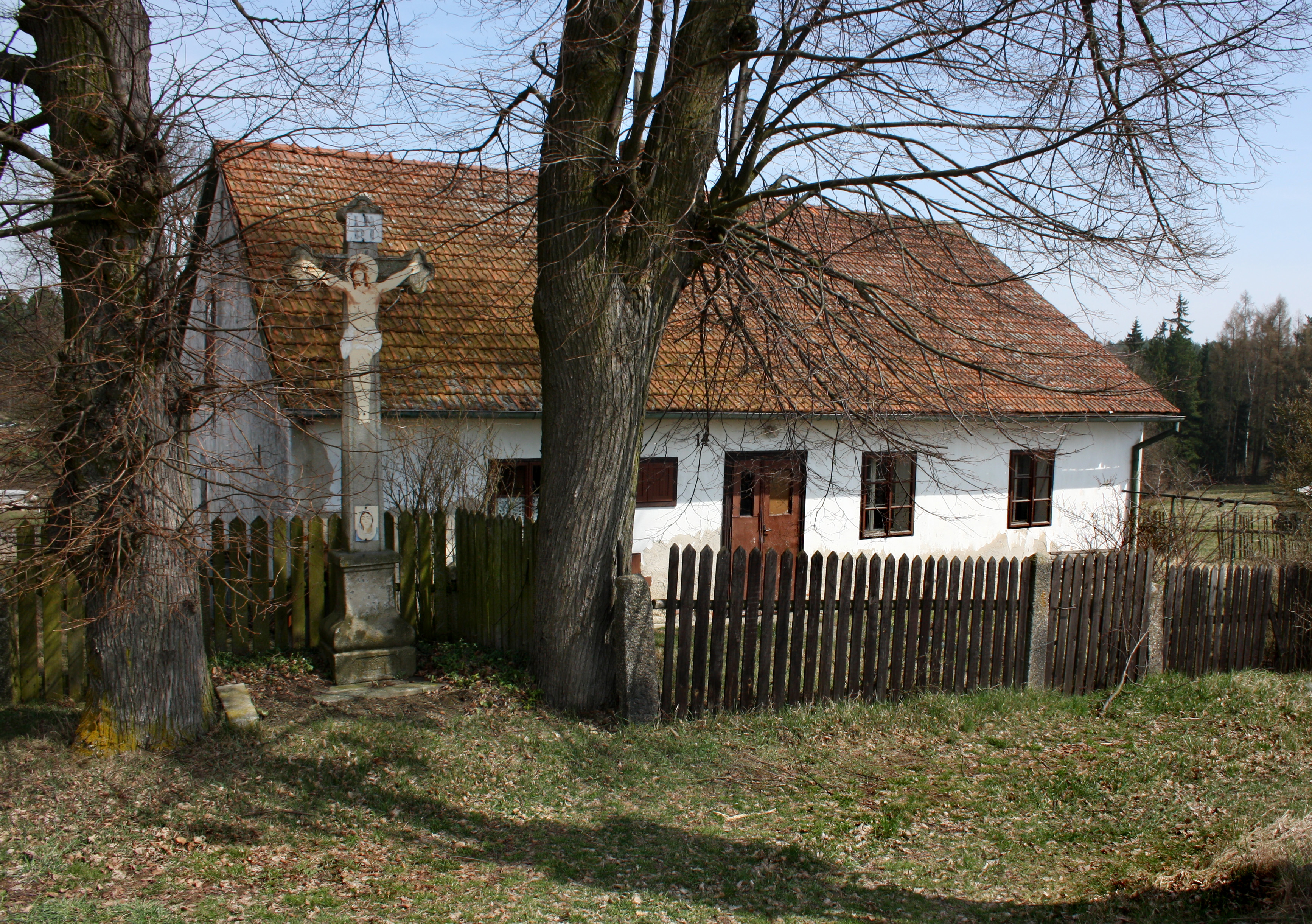
Dům s křížkem č.p. 14
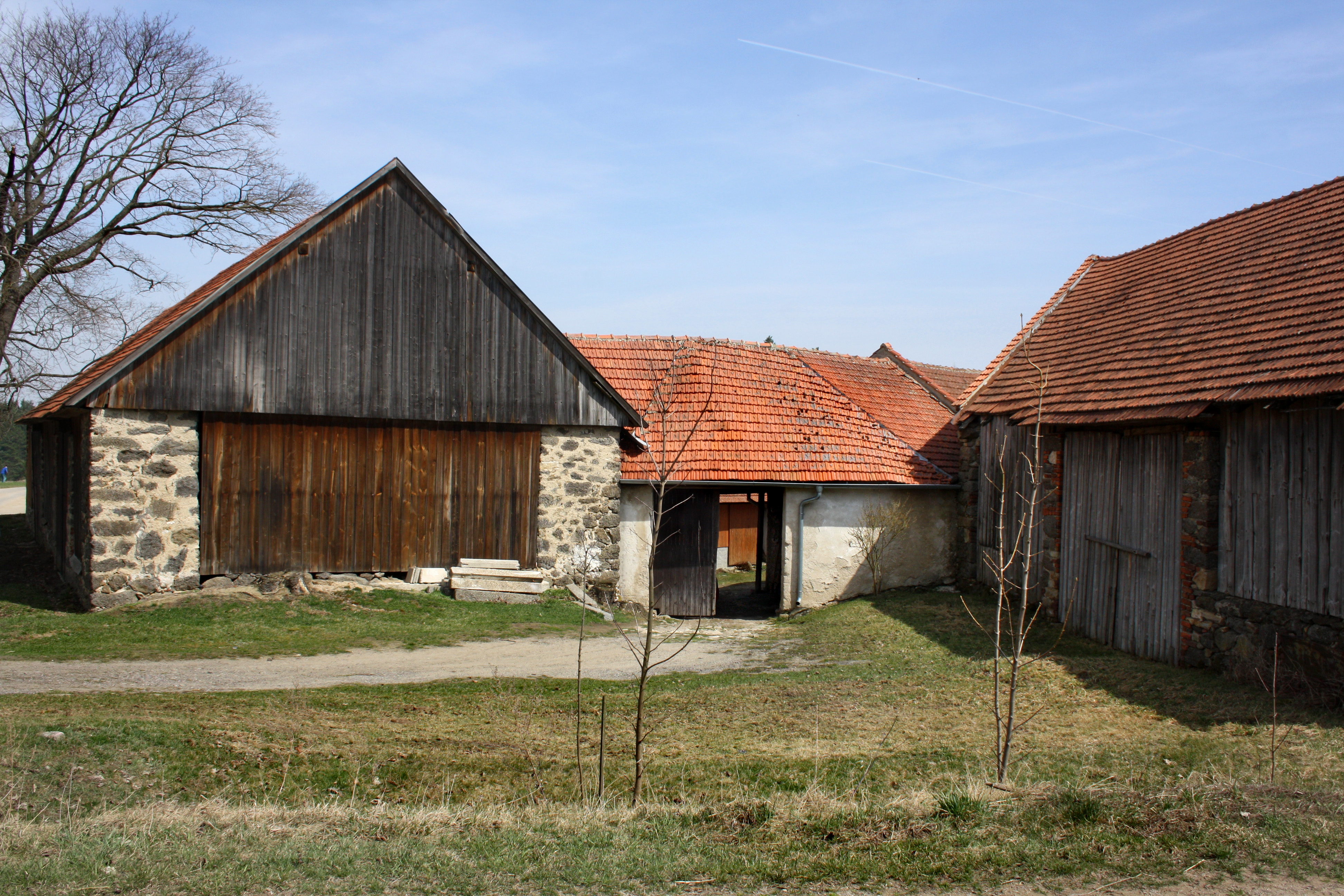
Bývalý statek
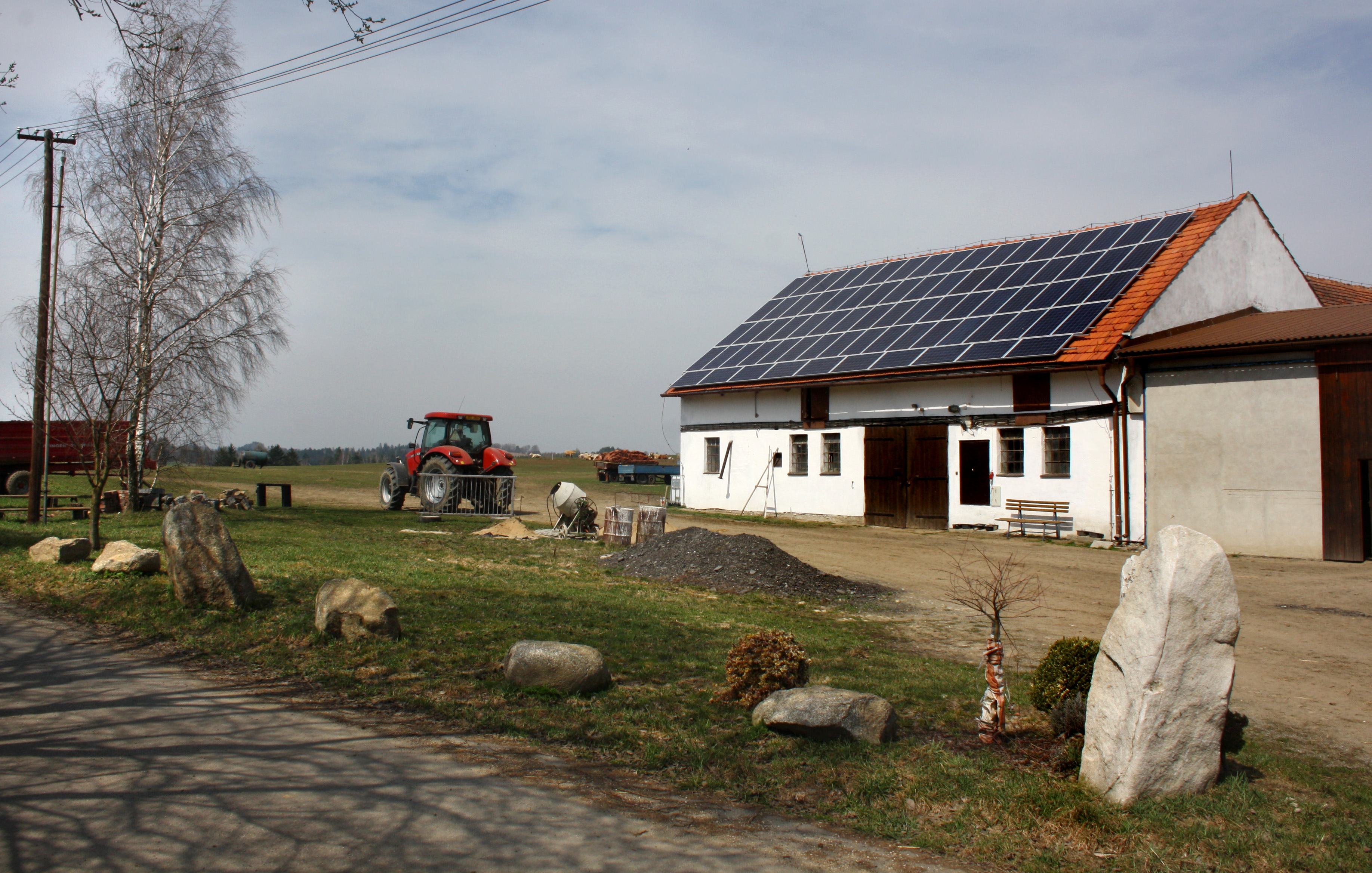
Bývalé zemědělské družstvo